# 아이템 (드라마)
《아이템》은 2019년 2월 11일부터 2019년 4월 2일까지 MBC에서 방송된 월화드라마다.

## 줄거리
소중한 사람을 간절하게 지키기 위해 특별한 초능력을 가진 물건들을 둘러싼 음모와 비밀을 파헤쳐 나가는 검사와 프로파일러의 이야기를 담은 미스터리 추적 판타지 드라마. 동명의 카카오페이지 웹툰을 원작으로 한다.

## 등장 인물

### 주요 인물
- 주지훈 : 강곤 역 (아역 정지훈, 김영대) - 본명 김선규. 서울중앙지검 형사3부 검사
- 진세연 : 신소영 역 (아역 이채윤) - 서울지방경찰청 광역수사대 프로파일러. 〈핸드폰 아이템〉의 소유자
- 김강우 : 조세황 역 - 화원그룹 회장. 〈폴라로이드 사진기·앨범·향수 아이템〉의 소유자
- 김유리 : 한유나 역 - 서울중앙지검 형사7부 검사
- 박원상 : 구동영 역 - 소영과 인연이 있는 가톨릭 신부. 〈레이저 포인터·라이터·반지 아이템〉의 소유자

### 강곤의 가족
- 신린아 : 강다인 역 - 강곤의 조카

### 소영의 주변 인물
- 이대연 : 신구철 역 - 서울중앙지검 수사관. 신소영의 아버지. 〈앨범 아이템〉의 주인
- 오승훈 : 서요한 역 - 서울지방경찰청 광역수사대 형사. 신소영의 동료. 〈반지 아이템〉의 주인

### 그 외 인물
- 김민교 : 방학재 역 - 재소자. 〈오리 모자•팩트 아이템〉의 소유자
- 황동주 : 하승목 역 - 전직 소방관. 〈도장 아이템〉의 소유자
- 최진호 : 이한길 역 - 서울중앙지검 차장검사. 조세황의 조력자
- 정인겸 : 유철조 역 - 조세황의 수하
- 강운
- 김도현 : 최호준 역 - 광역수사대 팀장
- 최권 : 김대흥 역 - 광역수사대 형사
- 임영식 : 정진만 역 - 광역수사대 형사
- 김병기 : 조관 역 - 조세황의 아버지. 〈삐에로 모자 아이템〉의 소유자
- 임영식 : 정진만 역 - 광역수사팀 형사
- 이정현 : 고대수 역. 〈팔찌 아이템〉의 소유자
- 이상우
- 이주영 : 김경희 역 - 소영과 친한 법의학관
- 박선임 : 영상분석관 역
- 권하서 : 실무관 나은선 역
- 김선율 : 세은 역 - 들풀 천사원 소녀
- 남상희
- 박서진
- 서장현
- 최현진
- 최은후
- 김건
- 박선주
- 홍성덕
- 변건우
- 박충선 : 전직 소방관 역. 하승목의 선배
- 강현욱 : 도진 역
- 현석준 : 정헌 역
- 이지완 : 호연 역
- 이시현 : 수진 역
- 조한아름 : 유민 역
- 유수아 : 주현 역
- 조이현 : 진웅 역
- 최승원
- 박세은
- 정형석 : 백승문 역 - 경찰청장
- 한태일
- 박승태
- 진현광
- 최영
- 육진수
- 이주빈
- 박종보
- 유옥주
- 이경민
- 이진우
- 나석민 : 형사 역
- 전정일 : 유가족 집행부 역
- 이성우 : 양준면 역
- 신동력: 의사 역

### 특별출연
- 이남희 : 남철순 역 - 희망나무재단 이사장
- 이승준 : 강준 역 - 강곤의 형이자 강다인의 아버지
- 고인범 : 청해지청 부장검사
- 김승훈
- 정재성 : 김재준 역 - 부장판사
- 조선묵 : 이학준역 - 변호사
- 윤유선 : 신소영의 어머니 역 - 본명은 조미애. 〈핸드폰 아이템〉의 주인
- 이승철 : 함홍서 역 - 평화일보 주필

## 촬영지
- 통영잠포학교
- 구 성동구치소
- 원주레일파크
- 신아조선소
- 이순신공원
- 동피랑벽화마을
- 유리트리트
- 용소막성당
- 서울신곡초등학교
- 아닌티 펜트하우스 서울
- 계명대학교 동산병원

## 시청률
최저 시청률과 최고 시청률은 시청률 조사회사와 지역별로 시청률에 차이가 있을 수 있습니다.
| 2019년 | 2019년   | 2019년         | 2019년         | 2019년       |
| 회차   | 방송일   | TNmS 시청률    | AGB 시청률     | AGB 시청률   |
| 회차   | 방송일   | 대한민국(전국) | 대한민국(전국) | 서울(수도권) |
| ------ | -------- | -------------- | -------------- | ------------ |
| 제1회  | 2월 11일 | 4.7%           | 4.0%           | %            |
| 제2회  | 2월 11일 | 5.1%           | 4.9%           | %            |
| 제3회  | 2월 12일 | 4.2%           | 4.0%           | %            |
| 제4회  | 2월 12일 | 4.7%           | 4.7%           | %            |
| 제5회  | 2월 18일 | 4.1%           | 3.4%           | %            |
| 제6회  | 2월 18일 | 5.1%           | 4.5%           | %            |
| 제7회  | 2월 19일 | %              | 3.5%           | %            |
| 제8회  | 2월 19일 | %              | 4.0%           | %            |
| 제9회  | 2월 25일 | %              | 2.8%           | %            |
| 제10회 | 2월 25일 | %              | 3.7%           | %            |
| 제11회 | 2월 26일 | %              | 2.8%           | %            |
| 제12회 | 2월 26일 | %              | 3.8%           | %            |
| 제13회 | 3월 4일  | %              | 2.6%           | %            |
| 제14회 | 3월 4일  | %              | 3.4%           | %            |
| 제15회 | 3월 5일  | %              | 3.5%           | %            |
| 제16회 | 3월 5일  | %              | 4.0%           | %            |
| 제17회 | 3월 11일 | %              | 3.2%           | %            |
| 제18회 | 3월 11일 | %              | 3.6%           | %            |
| 제19회 | 3월 12일 | %              | 3.4%           | %            |
| 제20회 | 3월 12일 | %              | 4.1%           | %            |
| 제21회 | 3월 18일 | %              | 2.9%           | %            |
| 제22회 | 3월 18일 | %              | 3.5%           | %            |
| 제23회 | 3월 19일 | %              | 2.8%           | %            |
| 제24회 | 3월 19일 | %              | 3.5%           | %            |
| 제25회 | 3월 25일 | %              | 3.5%           | %            |
| 제26회 | 3월 25일 | %              | 3.7%           | %            |
| 제27회 | 3월 26일 | %              | 4.1%           | %            |
| 제28회 | 3월 26일 | %              | 4.4%           | %            |
| 제29회 | 4월 1일  | %              | 3.8%           | %            |
| 제30회 | 4월 1일  | %              | 4.8%           | %            |
| 제31회 | 4월 2일  | %              | 3.5%           | %            |
| 제32회 | 4월 2일  | %              | 4.2%           | %            |

## 동시간대 드라마
- KBS 월화 미니시리즈

《동네변호사 조들호 2》 (2019년 1월 7일 ~ 2019년 3월 26일)
《국민 여러분!》 (2019년 4월 1일 ~ 2019년 5월 28일)
- SBS 월화 미니시리즈

《해치》 (2019년 2월 11일 ~ 2019년 4월 30일)

## 같이 보기
- 대한민국의 텔레비전 드라마 목록 (ㅇ)
- 2019년 대한민국의 텔레비전 드라마 목록
- 웹툰을 원작으로 삼은 드라마 목록